# Ceratolejeunea atlantica
Ceratolejeunea atlantica är en bladmossart som beskrevs av Alvarenga et Ilk.-borg.. Ceratolejeunea atlantica ingår i släktet Ceratolejeunea och familjen Lejeuneaceae. Inga underarter finns listade i Catalogue of Life.